# Thermichthys hollisi
Thermichthys hollisi — вид ошибнеподібних риб родини Bythitidae. Це морський батипелагічний вид, зустрічається на сході Тихого океану у Галапагоській рифтовій зоні біля термальних джерел на глибині 2500 м.